# Tango flamenco
Il tango flamenco è un palo (un genere del flamenco) di origine gaditana dal ritmo arrembante, composto da sequenze che si susseguono incalzanti e vive.

## Testo
Le parole sono sempre allegre, la danza calda e sensuale, la chitarra travolgente e pulsante.
Il canto consta di strofe (letras) con tre o quattro versi octosillabi, ad esempio:
Peinate tù con mi peine
que mis peines son de azucar
quien que mis peines se peina
hasta los dedos se chupa
(tradizionale)

## Musica
Il canto si sviluppa in cicli di 8 tempi, il compas è di 4/4, la progressione armonica Re min/Do/Si ♭/La
Il Tango flamenco è strettamente relazionato in forma e feeling alla rumba.
È spesso eseguito come finale ai Tientos. Il suo compás e llamada sono le stesse della Farruca e condividono la vivace natura della Farruca. Ad ogni modo, il Tango è normalmente eseguito nel modo frigio di La.[2]
Il Tango è distinto dalla Rumba primariamente attraverso la musica della chitarra. Nella Rumba la chitarra va molto liberamente, laddove nel Tango gli accenti sui beat 2, 3 e 4 sono marcati chiaramente con un duro strumming (strimpellio).

## Tango flamenco e Tango argentino
Più antico del tango argentino, non ha nulla a che vedere con quest'ultimo, nonostante la somiglianza del nome.

Il tango flamenco è solo vagamente relazionato al Tango argentino, probabilmente condividendo un comune antenato, tra compás binario o doppio colpo ritmico. Il fatto che il Tango argentino sia una delle prime danze di coppia in America ha portato qualcuno a credere che entrambi fossero basati su una danza europea di stile simile al minuetto.